# Rychmberk
Rychmberk (též Liberk) je zaniklý hrad u Liberka v okrese Rychnov nad Kněžnou v Královéhradeckém kraji. Stával na západním okraji vesnice, nedaleko kostela svatého Petra a Pavla. Pozůstatky hradu jsou chráněny jako kulturní památka.
Rychmberk od konce třináctého století sloužil jako šlechtické sídlo. Během husitských válek byl jako opěrný bod katolíků dobyt husity. Roku 1440 se hradu zmocnil Jan Kolda II. ze Žampachu a o rok později byl proto hrad neúspěšně obléhán. Dobýt jej se podařilo až vojsku krále Jiřího z Poděbrad v roce 1457. Pobořený hrad byl nechán svému osudu a roku 1495 byl uveden už jako pustý.

## Historie
Hrad byl založen koncem 13. století, ale první písemná zmínka o něm je z roku 1310, kdy jej vlastnil Vilém z Rychmberka. V držení pánů z Rychmberka, kteří pravděpodobně pocházeli z rodu pánů z Kounic, zůstal do roku 1367, kdy jej zakoupil Jan ze Skuhrova. Po smrti Vznaty ze Skuhrova pravděpodobně v roce 1384, odkoupil hrad od pánů z Meziříčí, jejichž větví páni ze Skuhrova byli, Půta II. z Častolovic a Boček z Kunštátu a Poděbrad. V devadesátých letech 14. století je však jako jediný držitel zmiňován Půta. Jelikož za husitských válek patřili páni z Častolovic k přívržencům Zikmunda Lucemburského, byl hrad roku 1425 dobyt. Roku 1440 se jej zmocnil Jan Kolda II. ze Žampachu. V červnu 1441 proti němu vytáhlo vojsko východočeského landfrídu, Slezanů a města Prahy, které vedl hejtman Jetřich z Miletínka. Podařilo se jim dobýt tvrze Dubenec a Černíkovice, Rychmberk ovšem odolal, protože okolo 15. července 1441 uzavřel Kolda příměří. Roku 1457 proti Koldovi vytáhl zemský správce a pozdější český král Jiří z Poděbrad. Oblehl Rychmberk, Náchod a tvrz Černíkovice a všechny je dobyl. Následně Jiří z Poděbrad pobořený hrad připojil k litickému panství. V roce 1495 jr při prodeji panství Vilémovi II. z Pernštejna hrad Rychmberk uváděn jako pustý.

## Stavební podoba
Hrad byl vystavěn na protáhlém skalním ostrohu nad levým břehem Liberského potoka. Přístupnou severovýchodní stranu chránila trojice příkopů, mezi kterými stály dva valy. Zejména druhý z nich byl z velké části zničen při stavbě hřiště. Za tímto opevněním bývalo předhradí, na kterém se nedochovaly žádné stopy zástavby. Hradní jádro je od předhradí odděleno skalní rozsedlinou a jeho členitý povrch neumožňuje rekonstrukci podoby staveb, ale je pravděpodobné, že jižní stranu obíhal parkán.
Dochované pozůstatky hradu neumožňují rekonstruovat původní podobu hradu ani její stavební vývoj. Je možné, že čelní opevnění vzniklo na základě zkušeností z obléhání.